# Ý thức xã hội
Ý thức xã hội là khái niệm triết học dùng để chỉ các hình thái khác nhau của tinh thần trong đời sống xã hội bao gồm những tư tưởng, quan điểm, tình cảm, tâm trạng, thói quen, phong tục, tập quán, truyền thống... của cộng đồng xã hội được sinh ra trong quá trình xã hội tồn tại và phản ánh tồn tại xã hội trong từng giai đoạn lịch sử nhất định. Ý thức xã hội chỉ là một bộ phận của đời sống tinh thần.

## Tồn tại xã hội
Tồn tại xã hội là đời sống vật chất cùng những điều kiện sinh hoạt vật chất của xã hội; có kết cấu bao gồm: địa lý, điều kiện tự nhiên, điều kiện dân số và phương thức sản xuất vật chất.

## Ý thức xã hội

### Tâm lý xã hội
Tâm lý xã hội bao gồm toàn bộ những tình cảm, tâm trạng, thói quen, tập quán, truyền thống... của cộng đồng xã hội được hình thành một cách tự phát dưới tác động trực tiếp của cuộc sống hàng ngày, chưa được hệ thống hoá, khái quát hoá. Ý thức xã hội thông thường tuy ở trình độ thấp nhưng có vai trò quan trọng vì nhờ nó mà tri thức kinh nghiệm được hình thành. Đây là tiền đề quan trọng để hình thành các lý thuyết khoa học.
Tâm lý xã hội có đặc điểm:
- Có sức ỳ, nhất là đối với các phong tục, tập quán lạc hậu, lệ làng...
- Do bản thân cuộc sống hàng ngày là đa dạng và phức tạp và sự phức tạp của tâm lý con người nên tâm lý xã hội có tính phức tạp và đa dạng.
- Chịu ảnh hưởng của một số quy luật tâm lý chung.
- Phản ánh bề ngoài.

### Lý luận
Lý luận hay hệ tư tưởng là những quan điểm, tư tưởng đã được khái quát hóa, hệ thống hóa dưới dạng các học thuyết về chính trị, pháp quyền, triết học, đạo đức, nghệ thuật, tôn giáo và khoa học. Lý luận có khả năng phản ánh hiện thực khách quan một cách khái quát, sâu sắc và chính xác, vạch ra các mối liên hệ bản chất của các sự vật và hiện tượng; mang tính tự giác.
Tâm lý xã hội tạo điều kiện thuận lợi hoặc gây khó khăn cho sự xâm nhập và phát huy ảnh hưởng của lý luận và ngược lại, hệ tư tưởng gia tăng tính trí tuệ, định hướng cho sự hình thành của tâm lý xã hội. Lý luận cũng bị biến đổi tùy theo tâm lý xã hội ở nơi tiếp nhận nó.

## Ý thức cá nhân
Ý thức cá nhân là ý thức của từng con người cụ thể phản ánh tồn tại xã hội thông qua quan điểm, lập trường, lợi ích... của người đó. Ý thức xã hội chỉ tồn tại và biểu hiện sự tồn tại của nó thông qua ý thức của từng cá nhân, là sự tổng hợp ý thức của từng cá nhân; luôn mang dấu ấn của ý thức xã hội chung nhưng cũng luôn mang tính phong phú, đa dạng. Trong một số trường hợp, ý thức cá nhân có thể vượt lên trở thành ý thức xã hội chung và ý thức xã hội có thể tác động trở lại, chi phối tới ý thức cá nhân.

## Tính chất của ý thức xã hội
- Tính giai cấp: trong xã hội có giai cấp, ý thức xã hội mang tính giai cấp. Các giai cấp khác nhau có điều kiện sống, cơ sở kinh tế khác nhau nên thường có tư tưởng, quan điểm khác nhau. Tuy nhiên các giai cấp khác nhau cũng chia sẻ những quan điểm chung được toàn xã hội thừa nhận. Tính giai cấp của tư tưởng chỉ là một cách tiếp cận của Marx và không nên bị lạm dụng.
- Tính dân tộc: các giai cấp trong cùng một dân tộc luôn chịu sự tác động của một số yếu tố chung (điều kiện tự nhiên, lịch sử...) và được thể hiện tập trung ở tâm lý xã hội.
- Tính nhân loại: những giá trị mang tính phổ biến toàn nhân loại và những nội dung, những vấn đề đòi hỏi mối quan tâm chung của cả nhân loại.

## Bản chất của ý thức xã hội
- Ý thức xã hội là sự phản ánh tồn tại xã hội, do tồn tại xã hội quyết định. Nguồn gốc, nội dung, tính chất của ý thức xã hội do tồn tại xã hội quyết định; và khi tồn tại xã hội thay đổi, nhất là khi phương thức sản xuất thay đổi sẽ dẫn đến sự thay đổi các yếu tố của ý thức xã hội với mức độ, nhịp điệu khác nhau. Khi trong tồn tại xã hội có sự phân chia giai cấp, ý thức xã hội cũng mang tính giai cấp. Ý thức xã hội phản ánh tồn tại xã hội một cách đa dạng, phức tạp, bị ảnh hưởng bởi các yếu tố trung gian (lợi ích, tình cảm...). Khi những điều kiện tồn tại xã hội thay đổi thì một số yếu tố cụ thể trong ý thức xã hội sẽ thay đổi theo. Tuy nhiên cũng có những yếu tố không thay đổi trong hàng ngàn năm dù cho các điều kiện tồn tại xã hội liên tục thay đổi.
- Ý thức xã hội có tính độc lập tương đối trong mối quan hệ với tồn tại xã hội. Do sức ỳ của ý thức xã hội, những tác động qua lại về lợi ích trong xã hội và do bản chất là sự phản ánh của tồn tại xã hội nên một số yếu tố của ý thức xã hội cụ vẫn tồn tại và phát huy ảnh hưởng trong tồn tại xã hội mới. Tuy nhiên, trong những điều kiện nhất định, một số yếu tố của ý thức xã hội có thể vượt trước tồn tại xã hội. Trong quá trình phát triển của ý thức xã hội, các tư tưởng, quan điểm... thường có sự kế thừa lẫn nhau, nó là sự thống nhất giữa giữ gìn và loại bỏ, do đó cần phải chống khuynh hướng "bảo thủ" và "phủ định sạch trơn".
- Giữa các hình thái ý thức xã hội luôn có sự xâm nhập, ảnh hưởng, tác động qua lại lẫn nhau. Ở mỗi thời kỳ lịch sử nhất định thường có một hình thái ý thức xã hội nổi lên đóng vai trò chủ đạo, chi phối các hình thái ý thức xã hội khác. Do đó, việc tìm hiểu sự tác động lẫn nhau giữa các hình thái ý thức xã hội có ý nghĩa thực tiễn lớn.
- Ý thức xã hội có thể tác động mạnh mẽ trở lại tồn tại xã hội; nó có thể thúc đẩy sự phát triển của tồn tại xã hội khi phản ánh đúng quy luật vận động của tồn tại xã hội; thậm chí kìm hãm sự phát triển của tồn tại xã hội khi phản ánh không đúng quy luật vận động của tồn tại xã hội.